# Malcolm Sinclair (actor)
Malcolm Sinclair (Londres, Inglaterra, 5 de junio de 1950) es un actor británico de cine, teatro y televisión, conocido por su papel como Dryden, el jefe de sección del MI6 corrupto en Casino Royale, aunque tiene en su haber un extenso número de papeles de cine, televisión y teatro.

## Carrera
Un exestudiante de la Universidad de Hull y Old Vic Theatre School, Sinclair ha trabajado con compañías de teatro como el Royal National Theatre y la Royal Shakespeare Company. Ha interpretado ampliamente, tanto en Gran Bretaña e internacionalmente, en papeles que han incluido a Shakespeare (Hamlet, Noche de reyes), Oscar Wilde, George Bernard Shaw, Henrik Ibsen y Noël Coward. En 2001 ganó el Premio Clarence Derwent por su papel como Gavin Ryng-Maine en la producción del Royal National Theatre de House/Garden. También fue nominado para un Premio Laurence Olivier como mejor actor de reparto por su actuación como el mayor Miles Flack en Privates on Parade. Recientemente ha actuado en una serie de dramatizaciones de BBC Radio 4 de la serie de libros de Agatha Raisin junto a Penelope Keith. Penelope Keith protagoniza como Agatha, mientras que Malcolm Sinclair retrata a su vecino James Lacey, quien también es objeto del afecto de Agatha.
En julio de 2010 Sinclair fue elegido presidente de Equity, el sindicato de actores y profesionales de prestaciones.

## Filmografía

### Cine
- Secret Passage (2004)
- V for Vendetta (2005)
- Casino Royale (2006)

### Televisión
- Casualty – en 'Toys and Boys' como Mike Price (1998)
- The Bill – en 'Tinderbox' como Geoffrey Levinson (1999)
- Midsomer Murders – en 'Beyond the Grave' como Alan Bradford (2000)
- Los misterios del auténtico Sherlock Holmes – en 'The Patient's Eyes' como Blythe (2001)
- Midsomer Murders – en 'Shot at Dawn' como Johnny Hammond (2007)